# 프랑수아앙드레 다니칸 필리도르

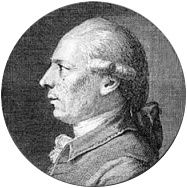
프랑수아앙드레 다니칸 필리도르

프랑수아-앙드레 다니칸 필리도르(François-André Danican Philidor, 1726년 9월 7일 ~ 1795년 8월 31일)는 프랑스의 작곡가이자 체스 플레이어이다. 필리도르가(家)는 17, 18세기의 두 세기에 걸쳐 다수의 음악가를 배출한 가계이다. 1725년, 파리에 콩세르 스피리튀엘(공개 연주회의 하나로 역사상 중요하다)을 창립한 앙느다니캉 필리도르도 같은 가계의 사람이나, 프랑수아앙드레는 그의 동생으로 캉프라에게 배워 작곡가로서는 그 가문에서 가장 이름이 높았다. 1759년부터는 오페라 작곡가로 인기를 모으고 오페라 코미크의 소네트(短歌)가 곁든 희극으로 성공을 거두었다. 이 분야에서 같은 때 활약한 작곡가로는 피에르 알렉상드르 몽시니(1729-1817)나 그레트리, 다레이라크 등이 있다.